# Stilobezzia soror
Stilobezzia soror är en tvåvingeart som beskrevs av Oskar Augustus Johannsen 1931. Stilobezzia soror ingår i släktet Stilobezzia och familjen svidknott.
Artens utbredningsområde är Bali. Inga underarter finns listade i Catalogue of Life.